# クリアストリーム事件
クリアストリーム事件（仏: Affaire Clearstream、英: Clearstream Affair）は、収賄用の匿名口座を持つフランス政治家のリストとされる文書が2001年に発覚した事件である。国際決済機関であるクリアストリームの匿名口座を巡る疑惑はそれまでのグローバル・ガバナンスに疑問をつきつけ、ドミニク・ド・ビルパン首相の失脚の原因ともなった。

## 発端
事の発端は1991年にフランスが台湾に売却したラファイエット級フリゲート（台湾名称康定級フリゲート）を巡り、この売却に伴い一部の政治家が受注した軍需企業から仲介手数料を受け取っていたとされる疑惑について2001年に検察が捜査に着手したことであった。この頃にクリアストリームが国際的な資金洗浄に関与しているとの告発がなされ、駆逐艦売却事件を含めフランスの政財界人が賄賂の資金洗浄を行うためクリアストリームの隠し口座を利用しているとの噂が流れる。
そして2001年から2002年にかけて、クリアストリーム社ナンバー3のエルネスト・バックス（Ernest Backes）がフランスのジャーナリストドゥニ・ロベール（en:Denis Robert）と著した2冊が顛末の詳細を暴露した。
結局2004年にクリアストリームはルクセンブルクの捜査機関により不起訴処分とされたが、同じ年にこの一件はフランス政界を騒がせる一大スキャンダルに発展する。この年クリアストリームの隠し口座に関する匿名の告発状が軍艦売却事件を担当する予審判事に提出され、その中にはクリアストリームに隠し口座を持つフランスの政治家のリストが含まれていた。さらにそのリストの中には国民運動連合(UMP)の次期大統領有力候補で当時財政・経済相を務めていたニコラ・サルコジの名前もあった。7月には検察がこの疑惑に関する捜査を始めるが、10月に捜査当局は捜査の結果隠し口座は発見されず、リストは虚偽のものであると結論付けた報告書を提出し疑惑は収束するものと思われた。

## ド・ビルパンとの関係
だが2006年に事件は全く異なる方向に展開することになる。この告発を受けて当時外務大臣の地位にあった首相ドミニク・ド・ビルパンが諜報機関対外治安総局のトップであったフィリップ・ロンド将軍（fr:Philippe Rondot）を外務省に呼び出し、リストに関する調査を密かに行わせていたことが明らかになったのである。これはロンドの証言により明らかになったものであり、この際ド・ビルパンは特にサルコジの名を挙げて彼の身辺を調査するように命じたとのことであった。さらにロンドによると大統領であったジャック・シラクも同様の依頼を諜報機関に行っていた。さらにその後密告者は欧州航空防衛宇宙会社(EADS)のジャン＝ルイ・ジョルゴラン副社長（fr:Jean-Louis Gergorin）であり、その上リストは彼により偽造された物であったことが判明した。ジェルゴランがド・ビルパンと親しい関係にあったことは、ド・ビルパンをさらに窮地に追いやった。つまりド・ビルパンはリストの情報を掴むと諜報機関を動かしてサルコジの捜査を行い、加えて虚偽のリストを公開することでサルコジの失脚を図ったとの疑惑を持たれたのである。また大統領のシラクも背後からこの工作に関わったとの嫌疑をかけられた。
翌年の大統領選挙を控えて立候補を目指すサルコジと再選を睨むシラク及びその側近のド・ビルパンとの確執が伝えられる中で、シラクとド・ビルパンが敵対するサルコジの追い落としを図ったとの疑惑は大きな波紋を呼んだ。ド・ビルパンは疑惑を否定したものの、野党社会党は真相の究明を呼びかけると共にド・ビルパンの責任を追及した。社会党の側でもドミニク・ストロス＝カーンら有力政治家の名前がリストの中に挙がっており、虚偽のリストによる打撃は大きかったのである。なお政権中枢にいる人物が諜報を用いて敵対する政治家の失脚を図るという手法上の類似から、この疑惑は「フランスのウォーターゲート事件」とも呼ばれる。

## 公判
ド・ビルパンは偽告発や偽造文書行使といった4つの罪に問われ、2009年9月21日にパリの軽罪裁判所にて行われた初公判ではド・ビルパンは無罪を主張。9月30日の被告尋問では全ての容疑を否認し、偽のリストは受け取っておらず、またサルコジ失脚を画策していないと主張した。10月20日の論告求刑では検察側が「積極的に謀略を阻止しなかったことも罪を構成する」と指摘し、執行猶予付きの禁固1年6ヶ月、罰金4万5000ユーロ（約600万円）を求刑したが、2010年1月28日に一審で無罪判決が言い渡された（翌1月29日に検察側は控訴した）。判決では、ド・ビルパンが偽造文書の存在を認識していた証拠がないなどと認定された。
2011年9月14日に、控訴審で再び無罪判決が言い渡された。